# Cosmodromo di Fort Churchill
Il cosmodromo sdi Fort Churchill è un complesso di lancio di vettori canadese situato a Churchill, nel Manitoba. Il sito è stato utilizzato dalla metà degli anni cinquanta per lanci di vettori-sonda.
La costruzione del complesso iniziò nel 1954 ad opera delle forze armate canadesi per studiare gli effetti dell'aurora polare sulle comunicazioni a distanza. Il programma cessò nel 1955, ma il sito fu riaperto e notevolmente ampliato nel 1956 per la partecipazione del Canada all'anno geofisico internazionale. I lanci per gli esperimenti iniziarono nel 1957 ed il sito fu chiuso nuovamente nel dicembre 1978 quando l'anno geofisico internazionale terminò.